# Nemadoras hemipeltis
Nemadoras hemipeltis är en fiskart som först beskrevs av Eigenmann 1925.  Nemadoras hemipeltis ingår i släktet Nemadoras och familjen Doradidae. Inga underarter finns listade i Catalogue of Life.